# Teakettle (Belize)
Teakettle (auch: Teakettle Bank) ist ein Ort im Cayo District in Belize. 2010 hatte der Ort 1747 Einwohner in 360 Haushalten.

## Geographie
Teakettle liegt am George Price Highway fünf Kilometer westlich der Hauptstadt Belmopan zwischen Camelote und Ontario Village. Im Ort verläuft der Teakettle Creek, ein Zufluss (S, r) des Belize River, der kurz vor dem östlichen Ortseingang nach Norden umbiegt.
Südlich des Ortes liegt der archäologische Fundplatz Actun Tunichil Muknal.

## Geschichte
Am 28. Oktober 2011 kam es zu mysteriösen Krankheitsfällen an einer Schule. 11 Schüler mussten im Krankenhaus behandelt werden. Die Ursache ist weiterhin unklar.

## Religion
Im Ort gibt es Kirchen der Teakettle Evangelical Philadelphia Church und der Seventh Day Adventist Church Remnant (Siebenten-Tags-Adventisten).

## Klima
Das Klima ist tropisch heiß.